# Space Invaders
Space Invaders  (Japans: スペースインベーダー; Supēsu Inbēdā) is een arcadespel, ontworpen in 1978 door Tomohiro Nishikado. Het werd oorspronkelijk gemaakt door Taito en de licentie voor de Verenigde Staten werd gegeven aan Midway. Het spel werd als eerste in thuisland Japan uitgebracht in 1978 en geldt als een van de invloedrijkste computerspellen ooit gemaakt. Hoewel het naar moderne standaarden zeer simplistisch is, was het een van de eerste moderne computerspellen.

## Beschrijving
Space Invaders is geïnspireerd door Taitos eerdere spel Space Monsters en Toshiro's interpretatie van buitenaardse wezens uit The War of the Worlds, en is een samensmelting van de twee. De speler bestuurt een laserkanon dat links en rechts beweegt aan de onderkant van het scherm. Rijen aliens bewegen heen en weer, tevens langzaam van boven naar beneden bewegend. Als een van de wezens de onderkant van het scherm bereikt is het spel afgelopen. Het laserkanon heeft een oneindige hoeveelheid munitie om de wezens te vernietigen.
Ondertussen schieten de aliens af en toe terug op de speler met dodelijke stralen en bommen. Het kanon kan drie keer vernietigd worden (de speler heeft drie levens) en het spel eindigt wanneer alle levens op zijn. Soms komt er een ruimteschip voorbij aan de bovenkant, dat kapotgeschoten kan worden voor extra punten.
Terwijl de speler meer wezens vernietigt gaan de wezens steeds sneller bewegen. Wanneer het laatste wezen beschoten wordt komt er een nieuw scherm met wezens die een rij lager beginnen met bewegen dan in de vorige ronde.
Computerspellen bestonden al eerder dan Space Invaders, en Atari's Pong was al zes jaar op de markt toen dit spel uit kwam. Space Invaders trok echter de aandacht van het publiek op een tot dan toe unieke manier. De sciencefictionactie en het futuristisch ontwerp sloegen aan bij het publiek tijdens de Star Wars-gekte. Het ontwerp van het spel bevatte een beetje horror, aangezien het de spelers de illusie gaf dat ze in een gevecht waren om de Aarde te behoeden voor buitenaardse indringers - een gevecht dat ze uiteindelijk zouden verliezen, omdat er geen einde aan de wezens komt. De simpele achtergrondmuziek, die als een kloppend hart klinkt, verhoogde de spanning nog meer.

## Toepassing
Een van de belangrijke punten in Space Invaders is het feit dat wanneer meer wezens worden beschoten, de overgebleven wezens sneller bewegen. De verandering in snelheid is klein in het begin, maar zeer duidelijk aan het eind. Dit was oorspronkelijk onbedoeld - als het programma minder wezens moet bewegen kan het het scherm sneller verversen - maar het programmeerteam besloot om dit te behouden in plaats van de "fout" op te lossen.
Space Invaders gebruikte een Intel 8080 als processor, werkend op 2 MHz. Alle geluidseffecten waren via aparte elektronica geïmplementeerd.
In de rechtopstaande arcadeversie werd het scherm in zwart-wit in spiegelbeeld vanuit de kast geprojecteerd op een plastic paneel dat de speler zag. Dit is vergelijkbaar met de autocue die vaak door nieuwlezers op tv wordt gebruikt.  Achter het reflecterende paneel stond een maanlandschap wat het spel een indrukwekkende achtergrond gaf. 
Er waren twee rechtopstaande versies van het spel. De oorspronkelijke Japanse versie had een joystick om het laserkanon te besturen, terwijl de Amerikaanse versie hiervoor aparte knoppen had.
Aangezien het scherm zwart-wit was, voegde Taito een gekleurde coating toe aan het reflecterende paneel, waardoor het spel voor de speler toch gekleurd was. Echter in de allereerste versie van het spel in Japan ("tafel"-Space Invaders) was het een puur zwart-witspel. Er bestond ook een versie waarin de graphics echt gekleurd waren.
Space Invaders had geen hardware om willekeurige getallen te genereren, dus het ogenschijnlijk willekeurige aantal punten dat verkregen werd door het ruimteschip te raken werd bepaald door een hashfunctie gebaseerd op het aantal schoten dat de speler had afgevuurd in de huidige invasiegolf. Het duurde niet lang voordat werd ontdekt dat de maximale 300 punten verkregen worden door het eerste ruimteschip met het 23ste schot te raken, en alle daaropvolgende met intervallen van 15 schoten. Latere versies van het spel werkten op een andere manier.
Een ander belangrijk tactisch deel van het arcadespel is dat het onmogelijk is om geraakt te worden door een schot afgevuurd vanaf de laatste rij van het scherm voordat de wezens de grond raken.

### Grafisch ontwerp
In oktober 2005 vertelde Nishikado aan het tijdschrift Edge dat het uiterlijk van de wezens was gebaseerd op H. G. Wells' klassieke boek The War of the Worlds:
"In het verhaal leken de buitenaardse wezens op octopussen. Ik tekende een bitmapafbeelding van dit idee. Ik maakte daarna andere wezens die leken op zeewezens zoals een inktvis en een krab."
Nishikado zei ook dat zijn oorspronkelijke idee was om de vijanden er als vliegtuigen te laten uitzien, maar dat het technisch te moeilijk was om dit te tekenen. Hij was tegen het idee om de vijanden als mensen weer te geven, omdat hij vond dat het beschieten van mensen "moreel verkeerd" was.

## Platforms
| Jaar | Platform                                   |
| ---- | ------------------------------------------ |
| 1978 | Arcade                                     |
| 1980 | Atari 2600, Atari 8-bit, Commodore PET/CBM |
| 1982 | Atari 5200, Dragon 32/64, ZX81             |
| 1984 | Commodore 64                               |
| 1985 | MSX, NES, SG-1000                          |
| 1990 | Game Boy (JP), Atari ST                    |
| 1992 | PC-98                                      |
| 1994 | SNES, Game Boy (EU + AU)                   |
| 1995 | TurboGrafx CD, DOS                         |
| 1996 | SEGA Saturn                                |
| 1997 | PlayStation, Windows 3.x                   |
| 1999 | WonderSwan, Game Boy Color, Nintendo 64    |
| 2001 | Sharp Zaurus                               |
| 2002 | Game Boy Advance                           |
| 2003 | J2ME                                       |
| 2008 | Virtual Console (Wii), PSP, PS3            |
| 2009 | iPhone, Wii                                |
| 2010 | iPad                                       |
| 2011 | Android                                    |
| 2012 | PS Vita                                    |

## Ontvangst
| Beoordeeld door                         | Platform    | Jaar | Score |
| --------------------------------------- | ----------- | ---- | ----- |
| The Video Game Critic                   | Atari 5200  | 2004 | 100%  |
| All Game Guide                          | Atari 2600  | 1998 | 100%  |
| The Video Game Critic                   | Atari 2600  | 2004 | 91%   |
| The Atari Times                         | Atari 2600  | 2003 | 85%   |
| Atari Gamer - XL-XE Game Review Edition | Atari 8-bit | 2013 | 80%   |
| Game Freaks 365                         | Atari 2600  | 2004 | 80%   |
| The Atari Times                         | Atari 5200  | 2005 | 53%   |
| PC Powerplay                            | J2ME        | 2006 | 40%   |
| Power Play                              | Game Boy    | 1990 | 24%   |

## Trivia
- Het spel is opgenomen in het boek 1001 Video Games You Must Play Before You Die van Tony Mott.
- De Britse popgroep The Pretenders maakte eind 1979 een instrumentaal nummer getiteld Space Invader, met geluidseffecten uit het arcadespel, dat werd opgenomen op hun debuutalbum Het verscheen ook in de film Cheech and Chong's Next Movie en de tv-series Miami Vice en The Sopranos.